# Le Signe Società Sportiva 1949-1950
Questa pagina raccoglie le informazioni riguardanti la Società Sportiva Le Signe nelle competizioni ufficiali della stagione 1949-1950.

## Rosa
| N. |                   | Ruolo | Calciatore     |
| -- | ----------------- | ----- | -------------- |
|    | Italia (bandiera) | P     | R. Bartolozzi  |
|    | Italia (bandiera) | A     | Giulio Becagli |
|    | Italia (bandiera) | C     | E. Bertini     |
|    | Italia (bandiera) | C     | A. Chelotti    |
|    | Italia (bandiera) | C     | L. Cintolesi   |
|    | Italia (bandiera) | A     | G. Franci      |
|    | Italia (bandiera) | C     | A. Freschi     |
|    | Italia (bandiera) | A     | S. Grassi      |

| N. |                     | Ruolo | Calciatore    |
| -- | ------------------- | ----- | ------------- |
|    | Ungheria (bandiera) | A     | L. Kovacs     |
|    | Italia (bandiera)   | D     | G. Marcacci   |
|    | Italia (bandiera)   | D     | Mario Mazzoni |
|    | Italia (bandiera)   | D     | R. Nannucci   |
|    | Italia (bandiera)   | P     | L. Paolieri   |
|    | Italia (bandiera)   | A     | C. Petrini    |
|    | Italia (bandiera)   | A     | D. Santoni    |